# Lime Ridge (Wisconsin)
Lime Ridge è un villaggio degli Stati Uniti d'America, situato in Wisconsin, nella contea di Sauk.